# 비도 (투척무기)

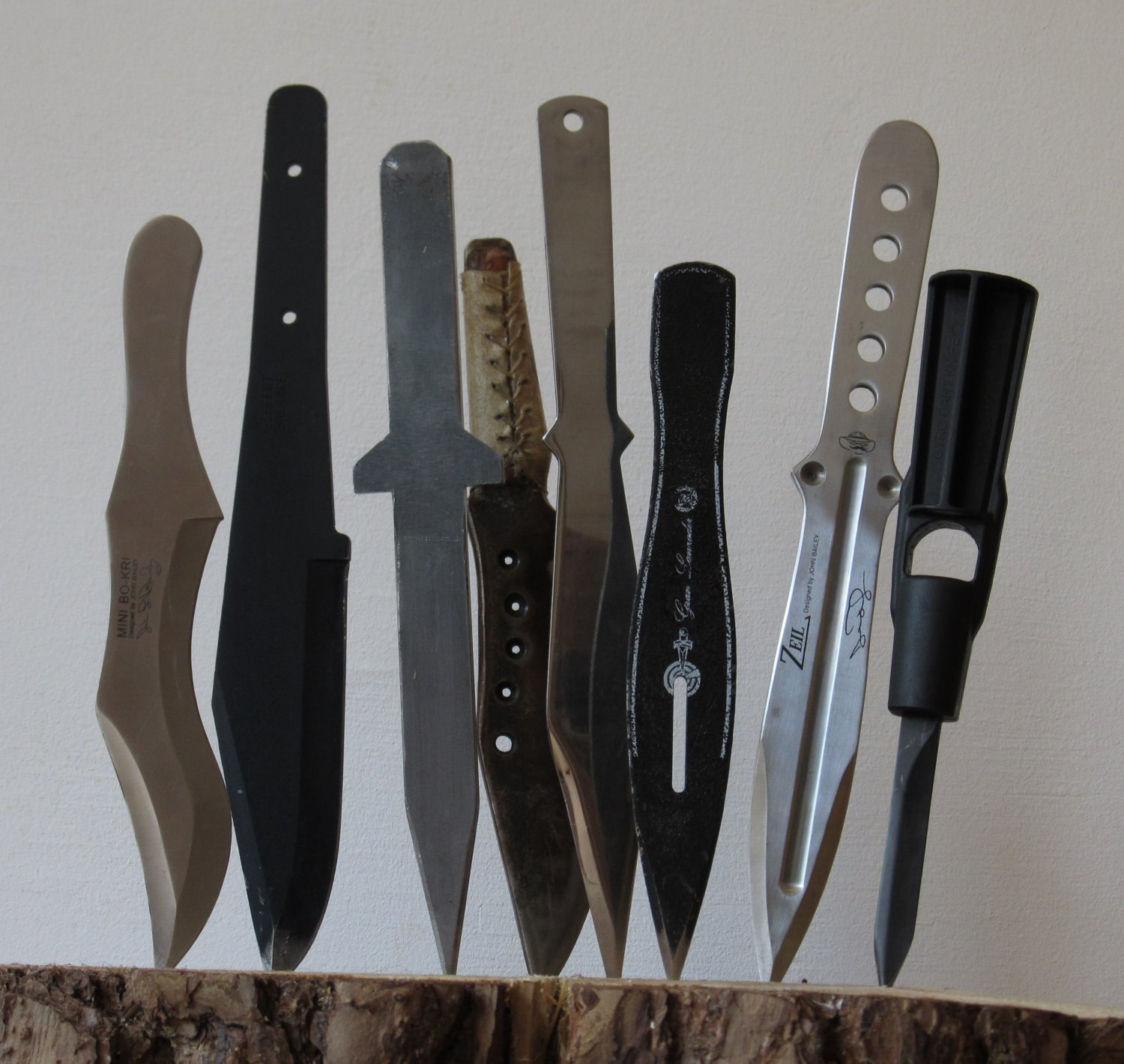

비도(飛刀, throwing knife)는 투척무기로 사용하는 나이프 및 그 나이프를 던지는 기술이다. 무게중심이나 모양 등이 보통 나이프와는 미묘하게 다르다.
투척 칼는 던질 때, 최소 반정도는 회전시켜 던진다. 투척 칼은 의아하게도 젓가락을 던지는 것보다 약하다고 하다.

## 같이 보기
- 수리검
- 무술 무기 목록